# Lulesia lignicola
Lulesia lignicola är en svampart som beskrevs av B.E. Lechner & J.E. Wright 2006. Lulesia lignicola ingår i släktet Lulesia och familjen Tricholomataceae.   Inga underarter finns listade i Catalogue of Life.